# Carl Canedy
Carl Canedy (...) è un batterista statunitense, noto per essere stato il primo batterista della band heavy metal/epic metal Manowar.

## Storia
Carl Canedy, noto anche come  Karl Kennedy, nel 1980 decise di accettare la proposta di Ross the Boss e Joey DeMaio di unirsi al loro neo fondato gruppo heavy metal band Manowar nel ruolo di batterista. Carl rimase nel gruppo però solo per un anno, esibendosi in vari locali e piccoli concerti e producendo un demo, Demo, prima di abbandonare il gruppo nel 1981, venendo sostituito nel gruppo dal batterista Donnie Hamzik.